# Astrid Lindgrens Värld
Astrid Lindgrens Värld er en 13 hektar stor forlystelsespark i Astrid Lindgrens fødeby, Vimmerby, Kalmar län i Småland, Sverige. Parken er en temapark med miljøer fra Astrid Lindgrens børnebøger. Astrids Lindgrens Värld er konstant blevet udbygget og fornyet. Her kan man møde Pippi Langstrømpe, Emil fra Lønneberg, Karlsson på taget og mange andre af Astrid Lindgrens figurer. I løbet af sommersæsonen spilles der dagligt teater med sang, musik og dans på scenerne rundt om i parken.
I udstillingshallerne er der temaer og tableauer fra forfatterens liv, samt eksempler på alle sprogene Pippi-bøgerne er udgivet på, et teater, en restaurant samt en bog- og souvenirbutik. Parken er åben fra midten af maj til august og i weekender i september. I uge 44 er der åbent i de svenske skolers efterårsferie.
I forbindelse med parken ligger der en campingplads med hytter til overnattende gæster. Ved parken ligger Astrid Lindgrens barndomshjem "Näs" med udstillinger om forfatterens liv. Temaparken havde 490.000 besøgende i 2015 og 460 ansatte i højsæsonen.

## Astrid Lindgrens värld-stipendiet
Temaparken har siden 1987 uddelt Astrid Lindgrens värld-stipendiet på 30 000 kronor. Samtidigt støtter Astrid Lindgrens Värld Astrid Lindgrens Børnesygehus, BRIS – Børns rettigheder i samfundet, Min Store Dag, Red Barnet og SOS Børnebyerne.

## Galleri
- Pippi Langstrømpe
- Villa Villekulla
- Emil fra Lønneberg
- Katthult
- Karlsson på taget
- Nils Karlsson pysslinge hus
- Mattisborgen